# 전신 반응 교수법
전신 반응 교수법(全身反應敎授法, total physical response, TPR)은 미국의 심리학자 제임스 애셔(James J. Asher)가 창안한 교수법이다. 자연적으로 언어를 습득하듯, 신체 행동으로 언어를 이해하는 방식이다.

## 배경
전신 반응 교수법은 심리학의 기억 흔적 이론, 언어학의 자연주의적 흐름, 뇌의 편재화 이론에 그 이론적 배경을 둔다.
기억 흔적 이론에 따르면, 기억은 신체적으로 자극을 받은 것이 흔적(trace)으로 남은 것이며, 흔적을 떠올릴수록 기억이 오래 남게 된다. 현장의 교사들은 일찍이 신체 활동과 언어를 연합시키면 학생들이 오래 기억한다는 사실을 이용해 가르쳐 왔으며, 애셔는 이를 응용하였을 뿐이다. 또 자연주의적 접근에서, 인간의 언어습득은 오랜 기간 동안 침묵하며 듣기만 하다가 말하게 되는 순서로 이루어지고, 듣기만 하는 초기 발달 단계에서는 듣기가 신체적인 반응을 많이 수반한다고 본다. 끝으로 좌뇌는 언어적인 처리를 담당하고, 우뇌는 그에 앞선 신체적인 동작을 담당한다고 보았다.

## 절차
교사가 목표 언어로 명령문을 말하고 그 문장대로 움직이면, 학생들은 이를 듣고 보면서 가만히 있는다. 가령 “창문을 열라, 일어나라”와 같은 간단한 명령문이나, “칠판에 사각형을 그리라, 문으로 재빨리 걸어가 문을 치라”와 같은 복잡한 명령문이 모두 쓰였다. 다음으로 교사는 앉은 채로 명령문을 말하고, 학생들이 그에 맞게 동작할 때까지 명령을 반복한다. 학생들이 맞게 움직이면 다음 명령문으로 넘어간다.

## 장단점
전신 반응 교수법의 장단점은 다음과 같다.

### 장점
1. 초급 학습자에게 유용하다.
2. 교사가 행동으로 보여 주므로 의미를 알기 쉽다.
3. 학습자는 성취감을 느낄 수 있고, 언어 학습에 대한 긍정적인 태도를 지닐 수 있다.
4. 말하기 공포 없이[4] 즐겁게 말할 수 있다.
5. 학습자의 행동을 보고 교사가 학생의 이해 정도를 가늠할 수 있다.

### 단점
1. 수업 분위기가 조성되지 못하면, 장난처럼 여겨질 수 있다.
2. 추상적인 어휘는 가르치기 어렵다.
3. 초급 단계 말하기에만 국한되고, 읽기, 쓰기 활동에서는 말하기 활동에서 배운 문장 이상의 것을 하기 힘들며, 고급 단계에서도 적용하기 어려운 방법이다.[4]
4. 학습자가 자발적으로 수업에 참여하고자 하지 않으면, 적용되기 어렵다.[6]

## 참고 문헌
- Brown, H. Douglas (2001). 《원리에 의한 교수》. 번역 권오량; 김영숙; 한문섭. 제2판. 서울: Pearson Education Korea. ISBN 8945090061.
- 강현화; 원미진 (2017). 《한국어 교육학의 이해와 탐구》. 서울: 한국문화사. ISBN 9788968175466.